# Александър Граф
Александър Граф (на немски: Alexander Graf), преди известен като Александър Неначев, е германски шахматист от узбекски произход, гросмайстор.

## Биография
Роден е на 25 август 1962 година в град Ташкент, Узбекска ССР, СССР.
През 2000 г. спечелва oткритото първенство на Дубай. През 2002 г. участва в ежегодния турнир за национални отбори по шахмат „Митропа Къп“, където спечелва сребърен медал с отбора на Германия.
Носител е на бронзов медал от европейското индивидуално първенство, проведено през 2003 година в Силиврия, Турция. След изиграване на последния кръг, Граф и руския гросмайстор Владимир Малахов заемат 2-3 позиция в класирането. Двамата шахматисти изиграват тайбрек за определяне носителя на сребърния медал, спечелен от руснака.
През 2004 г. спечелва германското индивидуално първенство за мъже. През 2008 г. завършва на второ място след тайбрек в откритото първенство на Гърция. През 2011 г. заема първо място след тайбрек в откритото първенство на Бавария.

## Турнирни резултати
- 2002: Скопие (първо място на „Скопие Оупън“ с резултат 7,5 точки от 9 възможни)[7]
- 2007: Оренсе (първо място на международния мемориален турнир „Хосе Родригес Пеня“ с резултат 6,5 точки от 9 възможни, колкото има вторият Намиг Гулиев)[8]